# Cordillera del Melón
La cordillera del Melón es un cordón montañoso de la cordillera de la Costa de Chile que se extiende por 47 km de longitud entre las cuencas de los ríos La Ligua y Aconcagua, en el noroeste de la Región de Valparaíso. Se extiende entre las comunas de La Ligua y Cabildo por el norte; las comunas de La Calera e Hijuelas por el sur, la comuna de Catemu por el este y las comunas de Nogales y La Ligua por el oeste. La cordillera está conformada por numerosas cumbres, registrando más de 40 cotas superiores a los 2.000 m s. n. m. Su altura máxima, con 2338 m s. n. m., es el morro Chache, que a su vez es la mayor elevación de la cordillera de la Costa en la zona central de Chile. Otras cumbres importantes de la cordillera son los cerros Caqui (2196 m s. n. m.) y Caquicito (2030 m s. n. m.).

## Descripción
La cordillera del Melón se emplaza en una zona de transición entre los valles transversales  característicos del Norte Chico y el Valle Central propiamente tal. En esta zona, entre las cuencas hidrográficas de los ríos La Ligua y Aconcagua, la cordillera de la Costa se bifurca en dos macizos de gran extensión: los Altos de Putaendo por el este, y la cordillera del Melón, también conocida localmente como Altos de Catemu, por el este. Esta última corresponde a un extenso macizo montañoso en cuya dorsal principal existen unas 45 cumbres y portezuelos con alturas superiores a 2.000 m s. n. m.
Nacen diversas quebradas y esteros de la cordillera, incluyendo los esteros Guayacán, La Patagua, El Cobre, y Carretón.
Desde la cima del morro Chache, la mayor cumbre de la cordillera (2383 m s. n. m.), es posible observar desde el océano Pacífico hasta los cerros Mercedario, Aconcagua y Juncal en la cordillera de los Andes.

## Geología y minería

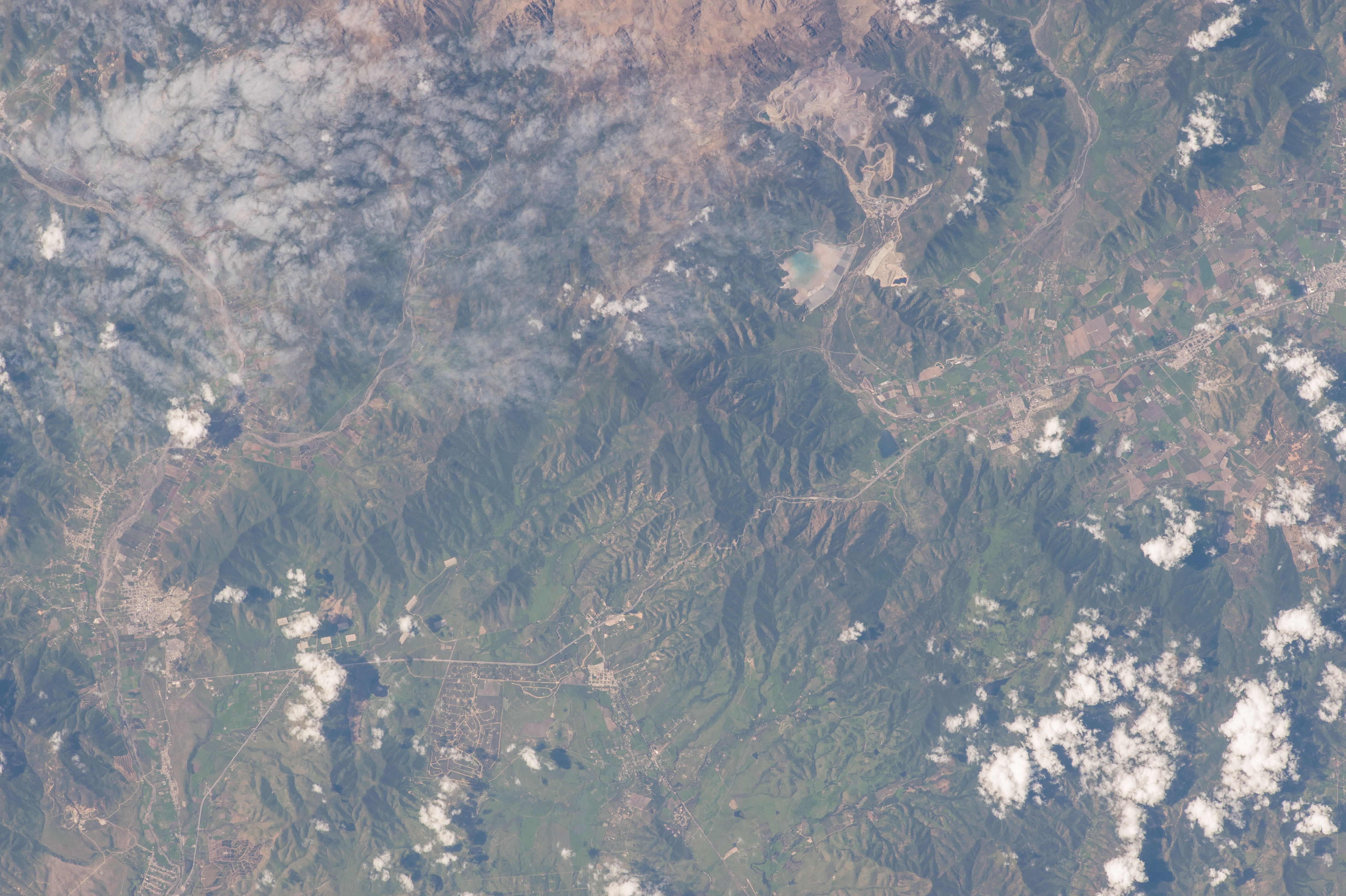
Vista satelital de la cordillera del Melón, entre las ciudades de La Ligua (izquierda) y Nogales (derecha)

La composición geológica de la Cordillera del Melón está conformada básicamente por rocas intrusivas ígneas asociado al recurso minero presente, incluyendo medianas explotaciones de cobre en las minas El Cerrado (que cuenta con un tranque de relaves cerrado en los pies de la cordillera), El Patagual y la División El Soldado de Anglo American. Esta última comprende una mina de cobre a rajo abierto y una subterránea y plantas de tratamiento de minerales oxidados y sulfurados.

## Vegetación
En la cordillera existen bosques de tallas menores que se suelen presentar en manchas pequeñas entre los 1200 y los 1800 m de altitud, comprendiendo especies de Quillaja saponaria (quillay), Azara petiolaris (lilén) y Kageneckia angustifolia (frangel), acompañados por la enredadera Mutisia latifolia. También se han descrito arbustedas de talla variable en la que dominan Lithraea caustica (litre), Escallonia pulverulenta (corontillo), Kageneckia oblonga (bollén), Azara celastrina y Peumus boldus (boldo), así como matorral espinoso de Cestrum-Trevoetum trinervis y Haplopappus-Colliguaja odoriferae, y, a mayores altitudes, Chuquiraga oppositifolia, Senecio microphyllus, Tetraglochin alatum, Ephedra chilensis, entre otras, intercaladas con diversas herbáceas y monocotiledóneas. En las quebradas que nacen en la cordillera, como La Patagua, La Madera, El Pedernal, El Infiernillo, El Torito, El Sauce y Caquicito, existen grandes poblaciones de Beilschmiedia miersii (belloto del norte), la población más abundante que se conoce de dicha especie.

## Conservación
La cordillera del Melón fue oficialmente declarada en 2007 como uno de los sitios prioritarios para la conservación de la biodiversidad en la Región de Valparaíso. El sitio presenta más de 133 especies endémicas con al menos 13 especies amenazadas. En cuanto a la fauna, se han registrado 22 especies endémicas con 14 especies amenazadas.